# Панфёров, Сергей Иванович
Сергей Иванович Панфёров (род. 1922, Большие Белыничи, Зарайский район, Зарайский район, Московская область, РСФСР или СССР — неизвестно) — гвардии ефрейтор Рабоче-крестьянской Красной Армии, участник Великой Отечественной войны, Герой Советского Союза (1944), лишён всех званий и наград в связи с деянием, несовместимым со званием Героя и орденоносца.

## Биография
Сергей Панфёров  родился в 1922 году. В 1941 году был призван на службу в Рабоче-крестьянскую Красную Армию. С июня 1941 года воевал на фронтах Великой Отечественной войны.
К сентябрю 1943 года Панферов имел звание гвардии ефрейтора, был стрелком 32-го гвардейского стрелкового полка 12-й гвардейской стрелковой дивизии 9-го гвардейского стрелкового корпуса 61-й армии Центрального фронта. Отличился во время битвы за Днепр. 29 сентября 1943 года Панферов одним из первых в своём подразделении форсировал Днепр в районе деревни Глушец Лоевского района Гомельской области Белорусской ССР. Переправившись через реку, он огнём пулемёта обеспечил прикрытие переправы, принял активное участие в отражении ряда контратак противника, чем способствовал успешной переправе подразделений 32-го гвардейского стрелкового полка.
Указом Президиума Верховного Совета СССР «О присвоении звания Героя Советского Союза генералам, офицерскому, сержантскому и рядовому составу Красной Армии» от 15 января 1944 года за «образцовое выполнение боевых заданий командования по форсированию реки Днепр и проявленные при этом мужество и героизм» гвардии ефрейтор Сергей Панфёров  был удостоен высокого звания Героя Советского Союза с вручением ордена Ленина и медали «Золотая Звезда» за номером 1638.
После окончания войны совершил правонарушение, за что был осуждён. Суд обратился в Верховный Совет СССР с ходатайством о лишении Панфёрова всех званий и наград. Ходатайство было удовлетворено, и 23 октября 1947 года Указом Президиума Верховного Совета СССР Сергей Панферов был лишён всех званий и наград «в связи с деянием, несовместимым со званием Героя и орденоносца».
Был женат на Валентине Ивановне Панфёровой, по воспоминаниям которой, отличался резким характером и получил несколько контузий в боях. В результате чего, после ВОВ вступил в личный конфликт и нанёс побои партийному работнику СССР.
После смерти И. В. Сталина, комиссия намеревалась вернуть награды, но процедуру не завершили в связи со смертью Сергея Панфёрова.
Проживал по адресу г. Зарайск, ул. Д. Благоева, д. 63 кв. 5.